# 司马济
司马济（3世紀—311年5月5日），河内郡温县（今河南省焦作市温县）人，曹魏司隶从事、安城亭侯司马通之孙，任城景王司马陵之子，晋朝宗室、官员。

## 生平
司馬陵去世后，司马济被册立为任城王，官拜散骑侍郎、给事中、散骑常侍、辅国将军，与东海王司马越一起前去项城。永嘉五年四月戊子（311年5月5日），石勒发兵追赶东海王司马越的送丧队，太尉王衍、襄阳王司马范、任城王司马济、武陵庄王司马澹、西河王司马喜、梁怀王司马禧、齐王司马超、吏部尚书刘望、廷尉诸葛铨、尚书郑豫、豫州刺史刘乔、太傅长史庾敳等都被活捉，坐于幕府之下，石勒询问西晋覆灭的缘故，王衍详细的叙说了灾祸与失败的缘由并声称不关自己的事，石勒很生气，叫左右将他扶出去。司马济等人畏惧死亡，纷纷陈述自己的见解，只有襄阳王司马范神色自若，呵斥众人说：“今日之事，还要说些什么！”石勒问孔苌说：“我在天下间行走多时，还从没见过这种人，需要留下他们吗？”孔苌回答说：“他们都是晋朝的王公大臣，终究不可以为我们所用。”于是石勒把王公大臣领到外面害死，当夜王衍被人推倒墙壁压死。司马济的两个儿子也被俘获。